# Ranoidea becki
A Ranoidea becki a kétéltűek (Amphibia) osztályának békák (Anura) rendjébe és a Pelodryadidae családba tartozó faj.

## Előfordulása
A faj Pápua Új-Guinea endemikus faja. Természetes élőhelye a szubtrópusi vagy trópusi nedves hegyvidéki erdők és folyók. A fajt élőhelyének elvesztése fenyegeti.